# Niklas Larsson (speedwayförare)
Niklas Larsson, född 31 mars 1989, är en svensk före detta speedwayförare. Han har bland annat tävlat för Elit Vetlanda och Lublin i Polen.